# Державний архів Чернівецької області
Державний архів Чернівецької області - головна архівна установа Чернівецької області, структурний підрозділ Чернівецької обласної державної адміністрації, який підзвітний та підконтрольний голові обласної державної адміністрації та Державній архівній службі України.

## Адреса
- 58029 Україна, Чернівці, вулиця Небесної Сотні, 20-А (корпус 1)
- 58029 Україна, Чернівці, пров. Текстильників, 1 (корпус 2)

## Історія
Територія сучасної Чернівецької області – Північна Буковина – в Х-ХІ ст. входила до складу Київської Русі, а в ХІІ-XIV ст. – до складу Галицького та Галицько-Волинського князівств. У другій половині XIV ст. внаслідок ослаблення Галицько-Волинського князівства Північна Буковина була включена до складу молдавського князівства і перебувала в ньому до приєднання до Австрійської імперії 1775 р. В цей період з’являється перша згадка про місто Чернівці (1408 р.). В 1775 р. Буковина стала частиною Австрійської імперії. Відтоді починається історія державних установ та архівів при них.
18 вересня 1907 р. за погодженням з Міністерством внутрішніх справ було офіційно затверджено директором Крайового державного архіву доктора Володимира Мільковича – професора кафедри Східної Європи Чернівецького університету. Фактично діяльність архіву розпочалася 1 листопада 1907 р.
На початку 1918 р. архів був практично ліквідований поряд з іншими державними установами після розпаду Австро-Угорської імперії. Невдовзі Північна Буковина та Хотинський повіт Бесарабії були включені до складу королівської Румунії. На підставі наказу Міністерства освіти Румунії від 22 серпня 1924 р. і вказівки Генеральної дирекції державних архівів Румунії у Чернівцях було створено Комісію державних архівів Буковини. Її президентом було призначено відомого румунського історика та політичного діяча Іона Ністора. На Комісію покладалося завдання концентрації всіх архівних документів і створення умов для організації окружного архіву. З 1924 р. окружним державним архівом керувала Комісія державних архівів Буковини, секретарі якої Сімеон Релі (1924-1933) та Теодор Балан (1934-1941) виконували обов’язки директорів архіву. Відповідно до Закону Румунії від 12 липня 1925 р. „Про організацію державних архівів”, державні архіви на всій території країни підпорядковувалися Міністерству освіти, а керувала ними безпосередньо Генеральна дирекція державних архівів Румунії, яка знаходилася в Бухаресті.
У 1938 р. Комісію було реорганізовано в Чернівецьку регіональну дирекцію державних архівів, яка діяла по червень 1940 р., коли Північна Буковина та Хотинський повіт Бесарабії увійшли до складу Української РСР. У липні 1941 р. румунський державний архів поновив свою діяльність, але в березні 1944 р. був ліквідований.
Архівні документи, зібрані Крайовим архівом та Комісією державних архівів, уявляли собою окремі архівні фонди або частини фондів та окремі документи, подаровані або продані архіву приватними особами. Об’єм документів був невеликим: в 1940р. архів нараховував біля 1000 в’язок документів австрійських установ, 1500 документів більш давнього періоду. В ньому зберігались також книги-реєстри та картографічні колекції. Зазначені документи не могли бути основою організації Чернівецького обласного архіву в зв’язку з тим, що велика маса документів його профілю знаходилась у так званих відомчих архівах колишніх державних архівних установ та приватних підприємств та організацій.
В перший рік встановлення радянської влади архівне будівництво у Чернівецькій області було визначено Ленінськими декретами про архівну справу. В першу чергу був здійснений декрет від 1 червня 1918 року „Про реорганізацію і централізацію архівної справи” і декрет від 31 березня 1919 року „Про зберігання і знищення архівних справ”, а також декрет про відміну прав приватної власності на архіви.
Створенням мережі державних архівних установ, Буковина вирішила питання про централізацію архівної справи. Архівні документи стали державною власністю. Архівні установи мали статус наукових.
В 1957 році була створена група по дезинфекції, дезинсекції, реставрації та ремонту документів, яка потім була перетворена на майстерню. Для поліпшення режиму зберігання документів розпочалося їх картонування.
В 1959 році було обладнано приміщення під фотолабораторію. В наступні роки лабораторія проводила роботу по прийому і описанню фотодокументів, надавала практичну допомогу установам у справі збереження і описання фотодокументів.
Новий етап архівного будівництва в Чернівецькій області розпочався з постанови Ради Міністрів СРСР (1958) про затвердження Положення про Державний архівний фонд СРСР, а також підпорядкування державних архівних установ Раді Міністрів УРСР. Відповідно до рішення Чернівецького облвиконкому від 25.04.1960 р. Чернівецький облдержархів перейшов у підпорядкування виконавчому комітету Чернівецької обласної Ради депутатів трудящих та Головному архівному управлінню УРСР, також архівному відділу облвиконкому.
Чернівецький обласний державний архів першим в Україні серед обласних архівів почав комплектуватися кінофотофонодокументами (з 1963 р. – фотодокументами; з 1969 р. – фонодокументами; з 1970 р. – кінодокументами).
У відповідності до наказу Начальника Архівного управління при Раді Міністрів УРСР від 31 грудня 1968 року №38 „Про створення спеціальних бригад в державних архівах західних областей України для удосконалення науково-технічної обробки документів”, було зобов’язано „організаційно перебудувати роботу в державних архівах, створити спеціальні бригади по удосконаленню науково-технічної обробки фондів та науково-довідкового апарату до документів: в Чернівецькому облдержархіві з 7 співробітників”.
На підставі зазначеного документу в облдержархіві була створена госпрозрахункова група.
Наказом начальника Головного архівного управління при Раді Міністрів УРСР від 29.12.1971 р. при Чернівецькому обласному архіві на базі існуючої лабораторії по фотокопіюванню та реставрації документів була відкрита зональна лабораторія по обробці мікроплівок державних архівів Чернівецької, Тернопільської та Івано-Франківської областей. З 1977 року в лабораторії почала проводитися робота по відновленню згасаючих текстів.
В 1968 р. в Чернівецькому обласному архіві було створено Бюро економічного аналізу. На засіданнях бюро розглядалися раціоналізаторські пропозиції. Одним з раціоналізаторів, який полегшив працю співробітникам лабораторії і чиїм витвором користуються і до цього часу – був Матуц В’ячеслав Вікентійович. Він винайшов розсувні сушарки, які були встановлені над реставраційними столами та у фотореставраційній майстерні, барабан для сушки мікроплівки; пристрій до свердлувального верстата; заточний верстат з приставкою; настільний свердлувальний верстат; переносні настільні стелажі.
В зв’язку з ліквідацією в республіці архівних відділів облвиконкомів, рішенням Чернівецького облвиконкому від 17.12.1988 р. на Чернівецький обласний архів було покладено виконання функцій органу державного управління архівною справою в області.
На виконання Указу Президії Верховної Ради України від 27.08.1991 р., наказу Головархіву України від 28.08.1991 р. та рішення Чернівецької обласної Ради народних депутатів був ліквідований партійний архів Чернівецького обкому КП України, який увійшов до складу держархіву області як відділ фондів громадсько-політичних організацій.
Станом на 01.01.1992 р. в штаті держархіву області налічувалося 72 спеціалісти.
Відповідно до розпорядження Президента України від 14.05.1992 р. № 85 „Про затвердження примірних переліків відділів, управлінь, інших служб обласних, Севастопольської міської, районних державних адміністрацій” та розпорядження представника Президента України в Чернівецькій області від 15.07.1992 р. державний архів Чернівецької області переходить в підпорядкування Чернівецькій обласній державній адміністрації та Головному архівному управлінню при Раді Міністрів України.
Відповідно до ст. 8 Закону України „Про внесення змін до Закону України „Про формування місцевих органів влади і самоврядування” від 28.06.1994 р. держархів області з серпня 1994 р. підпорядковується Чернівецькій обласній Раді та Головному архівному управлінню при Раді Міністрів України.
З вересня 1995 р. Держархів Чернівецької області перейшов у підпорядкування Чернівецькій обласній адміністрації та Головному архівному управлінню при Раді Міністрів України.
Керуючись Указом Президента України „Про зміни у структурі центральних органів виконавчої влади” від 15.12.1999 р. № 1573/99, держархів Чернівецької області підпорядковується з 01.04.2000 р. Чернівецькій облдержадміністрації та Державному комітету архівів України.
Відповідно до Положення, державний архів Чернівецької області на сьогодні є структурним підрозділом Чернівецької обласної державної адміністрації, підзвітний та підконтрольний голові облдержадміністрації та Державній архівній службі.

## Фонди
• 4136 фонди (у томі числі 1123 дорадянського; 1736 радянського та періоду Незалежної України і 1277 фондів колишнього партійного архіву), 7469 описів, кількістю 1548805;
• 2053 од. зб. науково-технічної документації;
• 3210 од. зб. особового походження;
• 1072 од. зб. кінодокументів, 14292 од. обл.;
• 66276 од. обл. фотодокументів;
• 782 од. зб. фонодокументів, 1887 од. обл.;
• 47 од. зб. відеодокументів, 175 од. обл.
В архіві сконцентровані документи установ, організацій та підприємств, що існували на території Північної Буковини та колишнього Хотинського повіту Бессарабської губернії Росії від 1775 року до возз’єднання з УРСР, а також Чернівецької області України (1940-1941 рр.; 1944-2011 рр.). До складу архіву входять також документи установ періоду тимчасової румуно-німецької окупації 1941-1944 рр.
Найдавніші документи архіву – колекції /Ф.1023, ф.1024/, зібрані комісією державних архівів Буковини та дослідником історії Буковини Францем Вікенгаузером і відносяться до ХУ-ХУІІІ століття, коли Буковина входила до Молдавського князівства. Це грамоти молдавських господарів та воєвод про право власності монастирів та приватних осіб на маєтки, землю, пасовиська, документи про затвердження угод купівлі-продажу нерухомого майна, встановлення меж общинних землеволодінь, поділ маєтків між спадкоємцями; акти, угоди, свідоцтва, що відображають події політичного та економічного життя, діяльність православної церкви на Буковині, створення монастирів; донесення та вказівки щодо розслідування суперечок між землевласниками, документи про встановлення меж общинних землеволодінь, грамоти про визнання дворянських титулів, заповіти, історичні, економічні та географічні характеристики населених пунктів Буковини, відомості про відносини краю з сусідніми країнами, будівництво міст, фортець, діяльність ремісничих цехів.
Документи – рукописні оригінали та копії на старомолдавській та старослов’янській мовах з перекладом на німецьку та румунську мови.
До найдавніших документів архіву відносяться: копія грамоти молдавського воєводи 1418 року про визнання прав власності та встановлення межових кордонів маєтків Опришени та Привороки (німецький переклад з старомолдавської) та купчий привілей молдавського господаря Петра стольнику Іону Лупу на село Черканул від 1546 року, написаний на пергаменті кирилицею. Найдавніші документи, представлені також договорами куплі-продажу та іншими матеріалами про право власності на маєтки Глибока, Василів, Южинець, Жадова, Чуньків, Шишківці, Кулівці, Заставна, Тисовець, Багринівка, Ставчани (1595, 1625-1629, 1648, 1664-1790 рр.), грамотами про встановлення межевих кордонів населених пунктів Буковини: Задубрівка, Ширівці, Шишківці, Новоселиця. Серед документів також історичний, географічний опис містечок, підпорядкованих Кимполунзькій камеральній управі (1800 р.), матеріали про утворення та діяльність церков на Буковині (1840-1846 рр.), грамоти, купчі записи та інші документи стосовно сіл Хотинського повіту (1644-1665 рр.), грамоти молдавського воєводи Григорія Гіки про передачу маєтків у володіння монастирів (1737 р.).
Основні етапи розвитку економічного та громадського життя Буковини до її возз'єднання з Україною представлені документами з середини ХУІІІ ст. У них знайшли відображення два періоди історії краю: перебування в складі Австрії, (з 1867 р.) Австро-Угорщини (1774-1918 рр.) та включення до складу королівської Румунії (1918-1940 рр.).
У фондах установ австрійського періоду – Військовій адміністрації Буковини (1775-1786 рр.), Галицькому намісництві в справах Буковини (1775-1861 рр.), Буковинській окружній управі (1786-1853 рр.) висвітлені суспільні відносини в краї, порядок управління Буковиною (1778-1820 рр.), міськими (1826 р.) та сільськими (1822-1847 рр.) общинами, питання включення Буковини до складу Галичини та управління нею (1786 р.), опис державних кордонів Буковини, адміністративно-територіальний устрій: відокремлення хуторів, утворення самостійних общин, переведення сіл у категорію торгових містечок, становище населення краю, колонізація краю, надання пільг колоністам, правове становище національних меншин, що поселилися на Буковині, права власності на маєтки, розслідування земельних конфліктів та скарг селян на збільшення панщини, загарбання поміщиками земельних ділянок та утиски, система землеволодіння та землекористування, стан сільського господарства, боротьба селян за землю, аграрний рух у 40-х роках ХІХ ст., селянське повстання під проводом Лук’яна Кобилиці. Є документи про історичні події, пов’язані з Великою Французькою революцією, наполеонівськими війнами, численними балканськими війнами, революціями 1848 р. у Німеччині, Австрії, Франції та інших країнах. Особливу значимість мають документи судових процесів селянських громад з поміщиками, кінця ХУІІІ – середини ХІХ ст., що характеризують передумови відміни кріпосного права на Буковині.
В архіві зберігаються документи фондів Буковинської крайової управи, виконавчого комітету Буковинського сейму, митрополії Буковини, Чернівецького міського магістрату, крайового суду Буковини, повітових управ.
Документи цих фондів розповідають про проведення виборів до Державної Палати Послів Австрії, Буковинського сейму, міських магістратів та сільських управ, політичну та адміністративну реформу (1859-1862 рр.; 1910-1912 рр.; 1918 р.), адміністративно-податковий поділ, введення та стягнення податків та зборів, заснування та діяльність торгово-промислової палати, стан сільського господарства, стан промисловості, відкриття фабрик, заводів, здачу в оренду підприємств, діяльність акціонерних товариств, становище робітників, будівельний статут Буковини, будівництво шосейних доріг, організацію лісоохорони, діяльність лісових корпорацій, організацію поштового, телеграфного та телефонного зв'язку, будівництво та ремонт залізниць, автомобільний транспорт, шкільництво (відкриття та діяльність початкових шкіл, гімназій, ліцеїв, фахових шкіл, університету).
В цих фондах є матеріали про заснування, визначення правового стану та діяльність політичних, культурно-освітніх, релігійних, профспілкових, студентських, благодійних організацій та товариств, правове становище різних віровизнань, затвердження на посадах митрополитів, призначення та переміщення священників; нагляд за православними парафіями, монастирями, старообрядницькими, євангелістськими, європейськими релігійними громадами, майновий стан православної та католицької церков Буковини.
Документи фондів Буковинської окружної та крайової управ, Чернівецького міського магістрату, примарії міста Чернівці, префектури Чернівецького повіту розповідають про будівництво головного міста Буковини, спорудження офіційних та громадських будівель тощо.
У цих же фондах є багато документів про розвиток культури і мистецтва краю, зокрема створення і діяльність національних культурно-освітніх товариств, організацію та проведення гастролей театральних труп, відкриття кінотеатрів, є відомості про українських письменників І. Франка, Ю. Федьковича, О Кобилянську, О. Маковея, композитора С. Воробкевича, художника Е. Бучевського, а також таких діячів румунської культури, як М. Емінеску, Г. Асакі, Ч. Порумбеску, І. Ністор та ін.
В фондах крайової фінансової прокуратури (1786-1855 рр.), центральної крайової земельної податкової комісії (1819-1850 рр.) зберігаються відомості про стан стягнення прямих і непрямих податків, розслідування фінансових конфліктів.
В фонді крайової табули при крайовому суді (1781-1918 рр.) зібрані акти про встановлення межових кордонів та право власності на поміщицькі, церковні та монастирські землеволодіння. Тут є книги записів нерухомого майна сіл, маєтків, приватних осіб.
Цінним джерелом для вивчення становища селянства Буковини першої половини ХІХ століття є фонди крайових комісій Буковини у справах відміни та відкупу кріпосних повинностей та врегулювання сервітутних питань, які діяли в Чернівцях з 1853 по 1914 рр. Вони мають у своєму складі документи про хід і результати земельної реформи 1848 року. Цінними є справи про встановлення прав власності на землю, митні кордони, сервітутні пасовиська, справи по розгляду селянських скарг на поміщиків за примус до виконання феодальних повинностей і захоплення землі, в т.ч. про захист інтересів селян Русько-Кимполунзького околу в сервітутних справах письменником Юрієм Федьковичем (1864 р.).
Документи фондів митрополії Буковини (1780-1940 рр.; 1941-1944 рр.) Кишинівської духовної консисторії (1812-1940 рр.), адміністрації православного релігійного фонду Буковини, євангелістської та єврейської релігійних громад розповідають про положення та місце релігії та релігійних культів на Буковині та Хотинщині.
Серед документів протоколи засідань консисторії та синоду Буковини, звіти про їх діяльність, справи про діяльність церковних парафій, будівництво церков та приходських будинків, відомості про церковне землеволодіння, інвентарні описи церков, справи по нагляду за викладанням релігії в навчальних закладах, клірові відомості, метричні книги Хотинського повіту.
У фондах румунського періоду – президійного бюро міністра-делегата, секретаріату Міністерства внутрішніх справ, державного міністра в справах Буковини, другого міністерського директорату Буковини, повітових та волосних префектурах, примарії м. Чернівці та примаріях сільських комун містяться документи про румунізацію краю, закриття українських шкіл, заборону української мови.
Документи судових та поліцейських органів секретаріату міністерства юстиції (1918-1940 рр.),адміністративного суду Буковини, повітових трибуналів, квестури поліції Чернівецького окружного інспекторату поліції, сільських судів розповідають про окупаційний режим, Хотинське повстання (1919 р.), соціал-демократичний, комуністичний та український національно-визвольний рух, а також антифашистську боротьбу населення в роки другої світової війни. В цих же фондах зберігаються документи про проведення аграрної реформи в 20-х роках.
У фондах інспекторату рудників, 12-ї лісної дирекції, 16-го окружного відомства річок, акціонерних товариств по експлуатації залізниць є відомості про наявність корисних копалин, транспортне освоювання малих річок, кадастрові плани, карти лісів та лісонасаджень, відомості про експлуатацію лісних запасів, будівництво залізниць, шосейних шляхів і мостів.
Документи секретаріату торгівлі та промисловості Буковини, палати праці, каси соціального страхування, трудового суду, промислових і торговельних підприємств відображають стан торгівлі, промисловості, ремесел у краї, трудове законодавство, систему соціального страхування, санітарний стан, боротьбу робітників за покращення умов та оплати праці.
У документах крайової шкільної Ради (1869-1918 рр.), 14-го окружного шкільного інспекторату (1918-1940 рр.), Чернівецького університету, гімназій, ліцеїв, училищ, початкових шкіл висвітлено стан початкової, середньої та вищої освіти на Буковині в австрійський та румунський періоди.
В архіві зберігаються фонди установ Російської імперії, які існували на території Хотинського повіту Бессарабської губернії (1812-1917 рр.) та Чернівецької губернії періоду першої світової війни (1914-1917 рр.).
Документи радянського періоду (1940-1941 рр.; 1944-1991 рр.) представлені в фондах Рад депутатів трудящих (народних депутатів), їх виконкомів, а також управлінь та відділів останніх, органів суду та прокуратури, установ промисловості, сільського господарства, транспорту, зв'язку, торгівлі, постачання та побутового обслуговування населення, науки, культури, освіти, охорони здоров'я, соціального забезпечення.
Особливу цінність мають документи про націоналізацію землі, банків, промислових підприємств, установ торгівлі, колективізацію сільського господарства, створення нових промислових підприємств, розвиток науки, освіти і культури.
Фонди Чернівецького обкому Компартії України, міськкомів, райкомів Компартії України , профспілкових організацій за 1940-1941 рр., 1944-1992 рр. також відображають історію Чернівецької області в складі УРСР.
Окрема група фондів складається з документів Губернаторства провінції Буковини, обласної комісії сприяння розслідуванню злочинів німецько-фашистських окупантів на території Чернівецької області, органів румунської поліції та жандармерії, колекції спогадів колишніх в’язнів гетто та концтаборів. До цих матеріалів належать понад 10 тисяч фільтраційних справ, що надійшли з УСНБ України в Чернівецькій області, на громадян, які під час війни були вигнані на роботу в Німеччину та Румунію, перебували там в концтаборах.
Документи незалежної України представлені у фондах органів місцевого самоврядування; виконавчої влади, їх управлінь; виборчих комісій по виборах органів державної влади та органів місцевого самоврядування; об’єднань громадян; підприємств, установ та організацій, які створені після проголошення незалежності України.
Серед особових виділяються фонди: австрійського урядовця та історика Франца Адольфа Вікенгаузера (1809-1891 рр.); австрійського історика, професора Чернівецького університету Фердинанда Циглауера (1829-1906 рр.); румунського історика та громадського діяча Іона Ністора; буковинських поетів: Параски Амбросій, Івана Кутеня; вчителя та журналіста Іларія Карбулицького; лікаря та скульптора Опанаса Шевчукевича; народних артистів України: Володимира Сокирка, Петра Міхневича, Галини Янушевич; народного депутата СРСР від Буковини, професора Чернівецького держуніверситету, колишнього посла України в Румунії Леонтія Івановича Сандуляка та ін.
Науково-довідкова бібліотека представлена літературою довідкового характеру: енциклопедії, довідники адміністративно-територіального поділу, шематизми, адресні та телефонні книги, путівники.
Серед найдавніших видань рукописна книга “Schauplatz der funf Theile der Welt”. (Карти п’яти частин світу. ІІ частина. Карти Німеччини, Швейцарії, Італії, Франції, Нідерландів, Іспанії та Португалії. Виконана Ігнатом Альбрехтом у Відні в 1791 році. Серед книг багато рідкісних видань ХІУ-ХУІІІ ст. латинською, італійською, німецькою, французькою та румунською мовами. Це книги з історії стародавнього світу та середньовіччя, збірник творів Ціцерона, італійсько-німецький словник, видання з історії церкви. Є в бібліотеці зібрання законів Австро-Угорщини, Буковини, стенографічні протоколи засідань Буковинського сейму, вісники розпоряджень Буковинської крайової управи, збірники фінансових органів Буковини, звіти, доповіді, кошториси Хотинської повітової земської управи, звіти про переписи населення Буковини, видання колекцій документів з історії Буковини, видані Румунською Академією наук. Представлена також література з історії церкви (зокрема монастирів, православ'я, католицизму, іудаїзму), етнографії, національностей, промисловості, сільського господарства, залізничного транспорту, культури, медицини та шкільництва.
В газетно-журнальному фонді є велике зібрання газет та журналів дорадянського періоду, виданих на Буковині (зокрема в Чернівцях), в Галичині, Бессарабії – українською, німецькою та румунською мовами.
Кінодокументами архів комплектується з 1970 року. Найраніший кінодокумент – документальний фільм “Буковина – земля українська”, знятий в 1940 році після возз'єднання Північної Буковини з Україною. Серед кінодокументів сюжети воєнної кінохроніки 1944 року, телесюжети про розвиток промисловості, сільського господарства, науки і культури, охорони здоров'я. Цікаві телесюжети про будівництво Дністровської гідроелектростанції; спогади старожилів м. Вижниці про Лесю Українку, що перебувала тут в квітні-травні 1901 року; телесюжети “Літературна карта України”, зокрема, про письменників – Юрія Федьковича, Михайла Івасюка та ін.; про святкування Дня міста.
Фотодокументи вперше поступили в архів в 1962 році. Перші серед них – фотонегативи, оригінали на склі 1910 року. Серед них зображення пам'ятників архітектури м. Чернівці. Найдавніші фотодокументи являють собою фото учасників національно-визвольного руху краю, відомих людей, письменників, художників, акторів, почесних громадян м. Чернівці. Багато фотодокументів присвячені визволенню краю від німецько-фашистських загарбників, розвитку промисловості, сільського господарства, шкільництва, історії архітектури та містобудування, історії міст і сіл краю.
Серед фонодокументів, більшість яких складають документальні магнітні звукозаписи, записи оперної, вокально-симфонічної, хорової та камерно-інструментальної музики, пісень у виконанні кращих артистів Чернівецької філармонії, фольклорні записи народних виконавців. Серед фонодокументів записи мітингів, урочистих зборів, присвячених ювілейним датам. Цікавий запис спогадів про українську письменницю Ольгу Кобилянську, записи спогадів учасників Великої Вітчизняної війни.
Науково-довідкова бібліотека нараховує:
• 28820 книг та брошур;
• 823 річних підшивок журналів;
• 3530 спеціальних видань;
• 3438 річних підшивок газет.

## Керівники архіву
- Милькович Володимир
- Шевченко Федір Павлович
- Жмундуляк Дмитро Дмитрович
- Сідляр Ігор Анатолійович
- Рубанець Микола Васильович